# Kamtūleh-ye Yūsefābād
Kamtūleh-ye Yūsefābād (persiska: کمتوله یوسف آباد) är en ort i Iran.   Den ligger i provinsen Khuzestan, i den centrala delen av landet, 500 km söder om huvudstaden Teheran. Kamtūleh-ye Yūsefābād ligger 134 meter över havet och antalet invånare är 146.
Terrängen runt Kamtūleh-ye Yūsefābād är huvudsakligen platt, men åt nordost är den kuperad. Runt Kamtūleh-ye Yūsefābād är det ganska tätbefolkat, med 58 invånare per kvadratkilometer. Närmaste större samhälle är Rāmhormoz, 4,7 km öster om Kamtūleh-ye Yūsefābād. Omgivningarna runt Kamtūleh-ye Yūsefābād är i huvudsak ett öppet busklandskap.